# John Madden Football (jeu vidéo, 1990)
John Madden American Football (ou John Madden Football) est un jeu vidéo de football américain sorti en 1990 sur Mega Drive et Amiga. Le jeu a été développé par Park Place Productions et édité par Electronic Arts.

## Système de jeu
Le jeu se présente avec une caméra arrière plongeante, dans le dos du quarterback. Pour les passes, trois fenêtres apparaissent pour montrer tous les receveurs. Le système de contrôle est conçu pour n'utiliser que trois boutons.